# Mniodes
Mniodes là một chi thực vật có hoa trong họ Cúc (Asteraceae).

## Loài
Chi Mniodes gồm các loài: